# Cheng Xing
Cheng Xing (chinesisch 程星, Pinyin Chéng Xīng; * 7. Mai 2002 in Jiujiang) ist ein chinesischer Badmintonspieler.

## Karriere
Cheng Xing siegte 2022 bei den Malaysia International und 2023 bei den Chinese International. 2024 war er beim Orléans Masters erfolgreich.

## Erfolge

### BWF World Tour
Mixed
| Jahr | Wettbewerb                  | Level     | Partner      | Gegner                                 | Endstand            | Ergebnis |
| ---- | --------------------------- | --------- | ------------ | -------------------------------------- | ------------------- | -------- |
| 2022 | Indonesia Masters Super 100 | Super 100 | Chen Fanghui | Jiang Zhenbang Wei Yaxin               | 12–21, 15–21        | Finalist |
| 2023 | Ruichang China Masters      | Super 100 | Chen Fanghui | Jiang Zhenbang Wei Yaxin               | 15–21, 8–21         | Finalist |
| 2024 | Orléans Masters             | Super 300 | Zhang Chi    | Rinov Rivaldy Pitha Haningtyas Mentari | 16–21, 21–18, 21–15 | Sieger   |
| 2024 | Spain Masters               | Super 300 | Zhang Chi    | Rinov Rivaldy Pitha Haningtyas Mentari | 21–17, 12–21, 13–21 | Finalist |

### BWF International Challenge/Series
Mixed
| Jahr | Wettbewerb                   | Partner      | Gegner                   | Endstand     | Ergebnis |
| ---- | ---------------------------- | ------------ | ------------------------ | ------------ | -------- |
| 2022 | Vietnam International Series | Chen Fanghui | Jiang Zhenbang Wei Yaxin | 14–21, 11–21 | Finalist |
| 2022 | Malaysia International       | Chen Fanghui | Jiang Zhenbang Wei Yaxin | 26–24, 21–18 | Sieger   |
| 2023 | Hangzhou China International | Chen Fanghui | Guo Xinwa Li Qian        | 21–19, 21–14 | Sieger   |